# Shushtar
Shushtar (Perzisch: شوشتر) is een stad in de Iraanse provincie Khūzestān. De stad telt ongeveer 107.000 inwoners (2011).
De oorspronkelijke naam van Shushtar was Šurkutir en stamt uit de tijd van de Achaemeniden. De naam Shushtar zelf (niet te verwarren met Shush, een andere stad in West-Iran) is afgeleid van de plaatsnaam Susa en betekent groter dan Susa. De stad is gelegen aan de rivier Karun. Deze rivier is in de oudheid gekanaliseerd om beide kanten van de stad heen, waardoor de stad een eiland werd in de rivier. Met diverse bruggen werd de stad verbonden met het land aan de andere zijden van de rivier. Voor de stad zelf was een irrigatiesysteem opgezet en een drinkwatersysteem.
Shapur I liet door Romeinse krijgsgevangenen een 550 meter lange brug en dam bouwen over en in de Karun. De brug kreeg de naam Band-e Qaisar (Caesars brug).
De fortificaties van de stad werden grotendeels verwoest aan het einde van het tijdperk der Safawiden.

## Werelderfgoed
Het historische hydraulisch systeem van Shushtar werd in 2009 door de commissie tot werelderfgoed uitgeroepen en op de werelderfgoedlijst van UNESCO geplaatst.
Chogha Zanbil · Persepolis · Plein van de Emam · Takht-e Soleyman · Pasargadae · Bam en zijn cultuurlandschap · Soltaniyeh · Behistuninscriptie · Armeense kloosterensembles in Iran · Historisch hydraulisch systeem van Shushtar · Khānegāh en heiligdom van sjeik Safi al-Din · Bazaar van Tabriz · Perzische tuin · Vrijdagmoskee van Isfahan · Gonbad-e Qabus · Golestanpaleis · Shahr-i Sokhta · Susa · Cultuurlandschap van Meymand · Het Perzisch qanat · Dasht-e Lut · Historische stad Yazd · Archeologisch landschap van de Sassaniden in de Farsstreek · Hyrcaanse bossen · Trans-Iraanse Spoorlijn · Cultuurlandschap van Hawraman/Uramanat  · Hegmataneh
- Library of Congress Control Number: no00101815
- Nationale Bibliotheek van Israël: 987007482583005171
- Virtual International Authority File: 158548811